# Nati nel 1342
| Questa pagina contiene informazioni ricavate automaticamente dalle voci biografiche con l'ausilio del template Bio e di un bot. L'aggiornamento è periodico e automatico e ricostruisce completamente la pagina. Se manca una persona in questa lista, sei pregato di non aggiungerla, ma accertati piuttosto che la sua voce biografica contenga il template Bio e che i dati anagrafici siano correttamente compilati. Se il template Bio manca, inseriscilo tu stesso o, in alternativa, metti l'avviso {{tmp\|Bio}} che ne segnala la mancanza. Se i dati riportati sono sbagliati, correggi direttamente la voce biografica; le modifiche saranno visibili in questa lista entro pochi giorni. Per chiarimenti vedi il progetto biografie. La lista contiene solo le 17 persone che sono citate nell'enciclopedia e per le quali è stato implementato correttamente il template Bio. Pagina aggiornata al 10 ago 2025. |

- 17 gennaio - Filippo II di Borgogna, nobile († 1404)
- 6 aprile - Maria del Portogallo, principessa portoghese († 1377)
- 19 agosto - Caterina di Boemia, nobile († 1395)
- 8 novembre - Giuliana di Norwich, mistica inglese († 1416)
- Jean Allarmet de Brogny, vescovo cattolico e cardinale francese († 1426)
- Gilles de Bellemère, vescovo cattolico francese († 1407)
- Pietro di Borbone-La Marche, nobile francese († 1362)
- Clemente VII, cardinale e vescovo cattolico svizzero († 1394)
- William Courtenay, arcivescovo cattolico inglese († 1396)
- Cristiano V di Oldenburg, conte († 1399)
- Luigi Marsili, teologo italiano († 1394)
- Bianca d'Aragona, principessa († 1370)
- Sancho d'Alburquerque, conte spagnolo († 1374)
- Caterina Visconti, nobildonna italiana († 1382)
- Humphrey di Bohun, VII conte di Hereford, conte († 1373)
- Leone VI d'Armenia, sovrano († 1393)
- Ulrico di Württemberg, nobile tedesco († 1388)